# Alvarado (Tolima)
Alvarado es un municipio de Colombia, en el departamento del Tolima. Se encuentra ubicado a 20 minutos de Ibagué, capital del departamento del Tolima, a una distancia 27 kilómetros. 
En un sitio de la zona rural del municipio fue escogido en 2024 por parte de Netflix para recrear el ficticio pueblo de Macondo para su serie de televisión "Cien Años de Soledad".

## Toponimia
Homenaje a Pedro de Alvarado, puesto posiblemente por Melchor de Valdés, un protegido de Alvarado.
 

Por medio de la Ordenanza n.º 47 de 1930 (mayo 2) de la asamblea del Tolima se ordena que se cambie el nombre de Caldas por el de Alvarado:
Artículo 1: A partir del día 20 de julio próximo y en cumplimiento de la Ley 5 de 1920, los nombres de los Municipios que enseguida se expresan serán los siguientes: ...Caldas se llamará "Alvarado".

## Historia
Hay una historia extendida por varios portales en internet y tradición que aseguran que el Capitán Pedro de Alvarado fundó el municipio por órdenes de Sebastián de Belalcázar, pero no es nada más que un bulo o una farsa.
Floriberto Cardona en su publicación La mesa de Ibagué, el Valle de las Lanzas y el mito de Alvarado trata el tema sobre el bulo de Pedro de Alvarado. Explica Cardona que Alvarado no estuvo en Nuevo Reino de Granada y que fueron sus hombres los que se desplazaron por el rio Magdalena a explorar la zona.
En la zona antes de la llegada de los europeos habitaban nativos liderados por el Cacique Caima (o Cay) del pueblo panche que fueron asediados y huyeron.
Con la fundación de Ibagué, se le dio derecho como cabildo para repartir las tierras de los indígenas el 4 de agosto de 1551 y el territorio de Cayma (Alvarado) quedaría para Ibagué.
En 1889 un incendio destruyó la población, por lo que se resolvió trasladar la cabecera municipal hacia el centro poblado llamado Cayma Arriba y sería renombrado como Caldas por la Ordenanza n.º 6 del 22 de junio de 1904.

## División político-administrativa

Veredas de Alvarado.

Aparte de su cabecera municipal. Alvarado tiene bajo su jurisdicción los siguientes centros poblados:
- Caldas Viejo
- La Tebaida
- Rincón Chipalo
- Totarito
- Veracruz

### Veredas
El municipio está compuesto por 29 veredas: Cabecera Municipal, Caldas Viejo, Casitas, Monte Grande, Convenio, Cruce Los Guayaba, Crucero del Llano, Cuminal, El Barro, Guamal, Hatico - Tamarindo, Juntas, La Caima, La Charca, La Laguneta, La Mina, La Palmita, La Tebaida, La Tigrera, Las Violetas, Los Cumbosos, Mercadillo, Potrerito, Rincón Chipalo, Rio Grande, Santo Domingo, Totarito, Vallecita y Veracruz.

## Geografía
- Altitud: 412 metros.
- Latitud: 04º 34' 06" N
- Longitud: 074º 57' 24" O

### Clima
La temperatura promedio es de 27°C.

### Geología
Está situado en la llanura del Tolima que termina en la Cordillera Central, territorio ligeramente ondulado con manifestaciones montañosas o cerros aislados llamados Cerros Testigos, paisaje que pertenece al plan del Tolima o fosa tectónica del Tolima. Su composición es sedimentaria formada por la fragmentación de rocas metamórficas que tienen gran influencia de tipo volcánico, cuya característica es la permanencia en términos de relieve y se debe al grado compactación que tiene elementos fósiles que son el producto de la formación de materiales que acumularon los fósiles, toda la masa que se desprendió por erosión de las cordilleras adyacentes y los elementos más pesados que quedan son los Cerros Testigos.

### Hidrografía
El municipio está ubicado en la subzona hidrográfica Río Totare y es atravesado por el río Totaré al norte, frontera natural con el municipio de Venadillo; río Frío, río La China, río Alvarado y el río Chipalo que es frontera natural con el municipio de Piedras. Además de varias corrientes menores.

### Límites municipales
Alvarado está delimitado por los siguientes municipios:
| Noroeste: Anzoátegui                    | Norte: Venadillo (Río Totaré)                    | Nordeste: Venadillo (Río Totaré) |
| Oeste: Límite entre Anzoátegui e Ibagué |                                                  | Este: Piedras                    |
| Suroeste: Ibagué                        | Sur: Límite entre Ibagué y Piedras (Río Chipalo) | Sureste: Piedras (Río Chipalo)   |

### Código Postal
El municipio de Alvarado posee 3 códigos postales diferentes. Abajo se listan todos los códigos postales de Alvarado según sus límites geográficos.
| Código Postal | División Postal | límite norte                  | límite sur       | límite este   | límite oeste        |
| ------------- | --------------- | ----------------------------- | ---------------- | ------------- | ------------------- |
| 730520        | Urbano (este)   | Límite Urbano                 | Cl 0             | Límite Urbano | Límite Urbano       |
| 730527        | Rural (este)    | Quebrada La Caima y Venadillo | Piedras          | Piedras       | Ibagué              |
| 730528        | Rural (oeste)   | Venadillo                     | Quebrada a Caima | Venadillo     | Ibagué y Anzoátegui |

## Población
El municipio de Alvarado cuenta con 8759 habitantes según el DANE:
- Urbana: 3 381
- Rural: 5 378

En el censo del año 2018 hecho por el DANE y actualizado al 2021 revelan que el 14.06% de la población vive en condición NBI o necesidades básicas insatisfechas, ocupando el puesto 6 entre los municipios con menos porcentaje en la subregión Centro, pero se mantiene 1.84% por encima del promedio en el departamento.
| Gráfica de evolución de Alvarado entre 1993 y 2023                |
|                                                                   |
| Fuente: «Censos de 1993, 2005, 2018 y proyecciones de población». |

### Salud
El municipio cuenta con un hospital público, el Hospital San Roque, ubicado en la zona urbana.
Este hospital es de primer nivel de atención con los servicios de urgencias básicas, consulta externa general básica, toma de muestras, vacunación.

### Educación
En el municipio existen 30 instituciones educativas, 26 en el área rural y 4 en la cabecera municipal. Existe también una biblioteca pública llamada Rafael Caicedo Espinosa, ubicada en el centro de la zona urbana.

## Economía

### Agricultura
Los productos agrícolas que se producen en Alvarado son arroz, aguacate (entre ellos el hass), café, caña panelera, cacao. Los cultivos van desde la agricultura tradicional hasta la altamente tecnificada.

### Pecuario
Según el plan de desarrollo del municipio entre 2020 y 2023, la producción más importante es la especie porcina y el desarrollo de piscicultura con mojarra y cachama. En 2019 un predio en el municipio fue certificado en buenas prácticas agrícolas y ganaderas siendo el primero en el país y para el año siguiente había 2 en total en todo Alvarado.

### Industria
Representada por talleres de latonería, pintura y ornamentación.

### Agroindustria
Las principales actividades económicas agroindustriales en Alvarado son la producción de huevos, producción de leche en polvo, derivados lácteos, producción de panela y amasijos locales.
Desde hace años la industria panelera ha podido exportar su producto fuera del país.Se ha instalado desde hace algunos años la empresa Pellets Plus, que transforma una variedad de pastos y los cuales se hace una transformación primaria en pacas prensadas, las cuales sirven para el alimento de semovientes y equinos.

### Comercio y turismo
Las principales actividades desarrolladas en el municipio son el transporte, almacenamiento, comunicaciones, hoteles, restaurantes, bares, vestimenta, construcción. Los servicios bancarios son prestados por el Banco Agrario y sucursales de otros bancos. Adicionalmente vale ampliar que la minería viene creciendo en la zona con la explotación de material de río entre los que se encuentran arena triturada, piedra triturada en tamaños que van desde la media pulgada hasta 4 pulgadas, balastro, entre otros.
Los sitios turísticos del municipio son el Parque Nacional del Arroz, Agroturística del Palmar, algunas posadas y villas, siendo el 20% de la población que ocupa un trabajo en este sector.

## Turismo
En el municipio existen sitios de interés de diversa índole, están los históricos, turísticos, geográficos así como generales.
El sitio de interés turístico geográfico e histórico, es la meseta de la Picota, localizada a 3 kilómetros del casco urbano, se puede encontrar en la carretera que va desde Alvarado a Venadillo. Es un accidente geográfico que resalta dentro del plan teniendo como principal referencia las ruinas que en la cumbre se encuentran, en las cuales los relatos populares hablan de la vivienda de Juan "Sin Culo", un hombre maldito que no tenía ano.
Otros sitios de interés turístico geográfico es el río Alvarado, que cuenta con algunos sitios para paseos y goce de la naturaleza, entre los cuales se encuentran el charco La Plata, El Puente, La Curva, Patalocito, Peñón Totiado, El Cojedero de Agua. Estos sitios son frecuentados especialmente los fines de semana por paseantes del mismo pueblo o turistas de otras ciudades.
El Parque Nacional del Arroz se encuentra a 1,5 kilómetros de la cabecera municipal y esencialmente es un parque agroturístico, donde se muestra el proceso de este cereal desde su cultivo hasta la producción y presentación del producto final listo para su comercialización. Dentro de los atractivos de este parque se encuentran su hospedaje y los paseos a la quebrada Doyare, de gran atractivo natural. por sus aguas claras y su diversidad de peces y especies autóctonas, entre los que se encuentra el bocachico criollo de río, la anzuelera y la babilla, aparte de gran variedad de aves. 
El río Totaré, que es el límite entre Alvarado y Venadillo, que cuenta con sitios como Casitas, La Anundey o Nundey y otros.
En la vía que se encuentra entre el cruce de Anzoátegui y Casitas, actualmente se encuentran restaurantes con comida típica que atienden los fines de semana y ofrecen gastronomía de la región, así como la posibilidad de relajarse en hamacas y tomar un baño en pequeñas piscinas artesanales.
Como dato curioso esta la cueva del indio, que se encuentra en la vereda Chipalo, esta aun no ha sido inspeccionada oficialmente por ente gubernamental o ente arqueológico certificado, pero los vecinos del lugar aseguran haber visto el saqueo de esta posible tumba aborigen.

## Transporte
El municipio es atravesado por la Ruta Nacional 43 y hay accesos para ir hacia municipios vecinos como Piedras o Anzoátegui. Además de vías alternas hacia veredas y centros poblados como Caldas Viejo, Casitas, Rincón Chipalo, La Palmita.

## Cultura

### Gastronomía
Existen variados sitios para disfrutar de diferentes platos típicos, comenzando en los locales ubicados alrededor del parque principal, donde se pueden degustar frituras variadas, así como pollo asado al vino y especias, tamales, bizcocho calentano traído de la población vecina de Piedras, así como algunas mixturas. Es de especial atención la venta del famoso Vino de Palma, el cual es extraído de la Palma Real que es muy abundante en la región, bebida natural que es la sabia de dicha especie vegetal y la cual contiene algunas propiedades, incluso místicas.

### Fiestas patronales
En Alvarado hay celebraciones en honor a San Pedro el 29 de junio y en honor a San Roque y fiestas Patronales y fiestas Reales a mediados de agosto donde se realizan bailes, espectáculos musicales y celebraciones religiosas. El traje típico del municipio consta de poncho y sombrero y las comidas tradicionales son tamales, lechona y guarapo (bebida alcohólica tradicional hecha con el jugo de la caña de azúcar y otros derivados).

### Mitos y leyendas
Los personajes de la mitología tradicional son la Madre Monte, la Llorona, el Zanquilargo, el Mohán, la Candileja, el Guando, característicos de la región del Tolima Grande.

## Símbolos

### Bandera
Tricolor azul, rojo y verde bordeado de color amarillo.
- El color azul representa los ríos.
- El color verde, las llanuras y cordillera.
- El color rojo, la sangre que derramaron los calucaymas por defender a su territorio.
- El color amarillo, la riqueza representada en su minería.

### Escudo
Un escudo suizo con borde de oro, dividido en tres cuarteles. El superior tiene un fondo azur con un nevado de verde y blanco en la punta. La parte del medio tiene un fondo de plata con tres lanzas unidas por un listón de oro. La parte inferior tiene un fondo de plata con una cornucopia con frutas. Además, sobre el escudo hay un listón de gules con la inscripción "Alvarado".

### Himno municipal
Autor: Juan de Dios Vanegas
| I En un día de esplendor y gran belleza Aparece un capitán en la llanura Y ofreciendo su valor y su nobleza Funda un pueblo de paz y de ternura Coro Alvarado es el canto De mi pueblo del Tolima Alvarado es el canto De mi pueblo del Tolima |  | Un puñado de grandes tradiciones Es hermoso del valle a la colina Es jardín de esperanzas y canciones Es hermoso del valle a la colina II La picota como un faro se levanta Dominando, un verde mar maravilloso Algo de España se siente en su paisaje Un hidalgo, un guerrero, un coloso Un hidalgo, un guerrero o un coloso Coro |  | III El Mohán es un guardián maravilloso De un secreto que tal vez ya se olvidado Refugio de las campañas milenarias O un lago azul de un Mohán enamorado Coro |  |  |

## Servicios públicos
- Energía Eléctrica: Celsia, es la empresa prestadora del servicio de energía eléctrica.
- Gas Natural: Alcanos de Colombia es la empresa distribuidora y comercializadora de gas natural en el municipio.